# Benedito Calixto
Benedito Calixto de Jesus, né le 14 octobre 1853 à Itanhaém et mort le 31 mai 1927  à São Paulo, est un peintre, professeur, historien et astronome amateur brésilien.

## Biographie
Ses œuvres dépeignent des figures du Brésil et de la culture brésilienne, par exemple le portrait du bandeirante Domingos Jorge Velho (1923) et des scènes du littoral de São Paulo,
Du long de sa carrière, il a produit environ 700 œuvres, dont 500 sont cataloguées. Quatre d'entre elles se trouvent au Convento da Penha (sanctuaire religieux situé dans l'État de l'Espírito Santo).

## Galerie

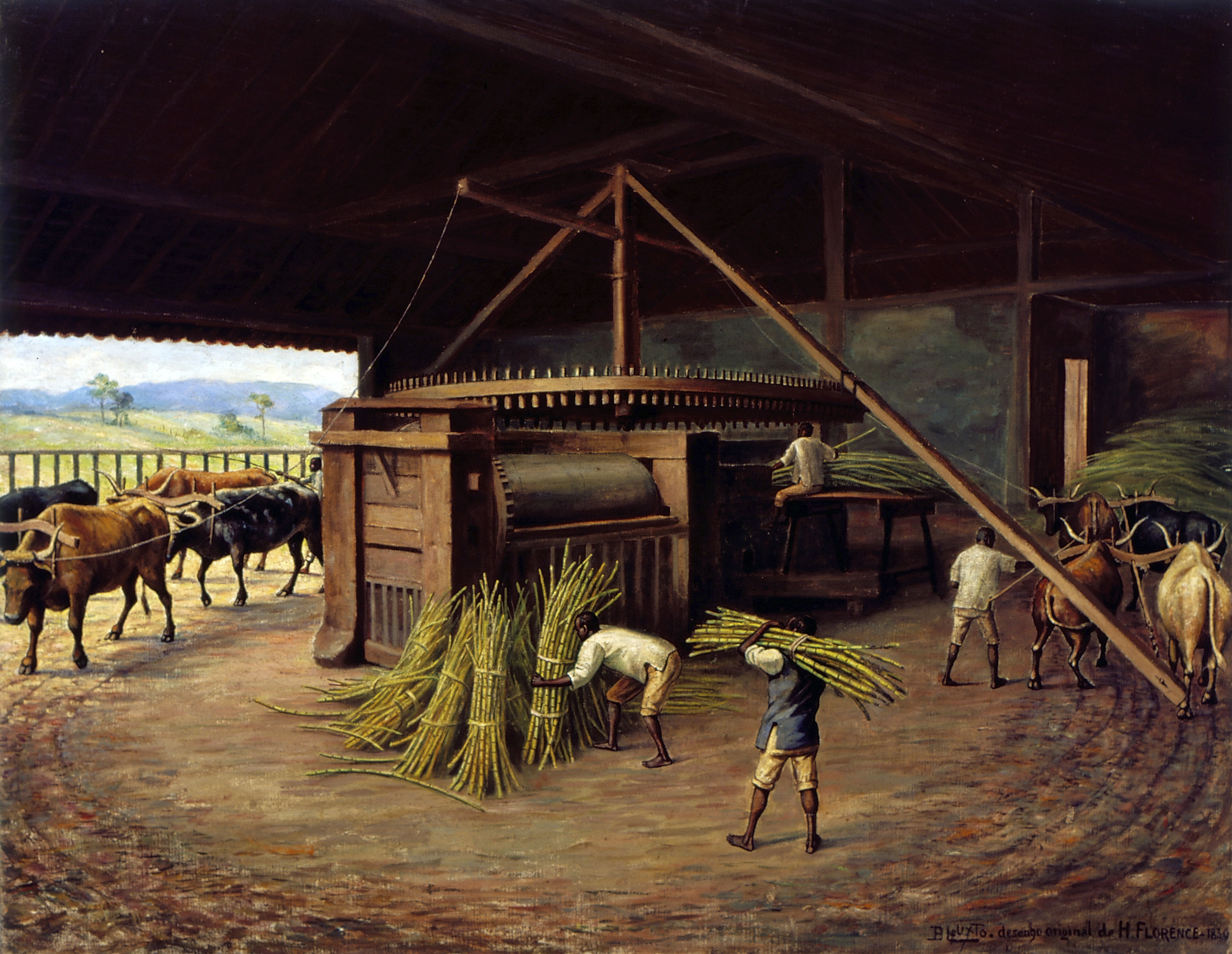
Broyage des cannes à sucre à la ferme Cacheira de Campinas
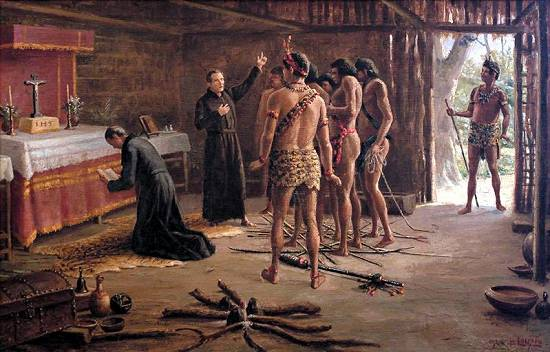
Anchieta et Nóbrega dans la cabine de Pindobuçu
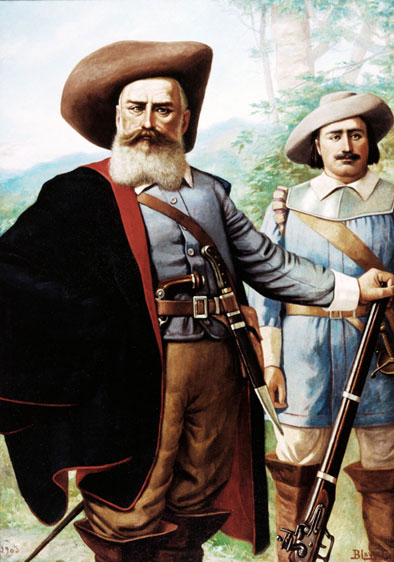
Domingos Jorge Velho
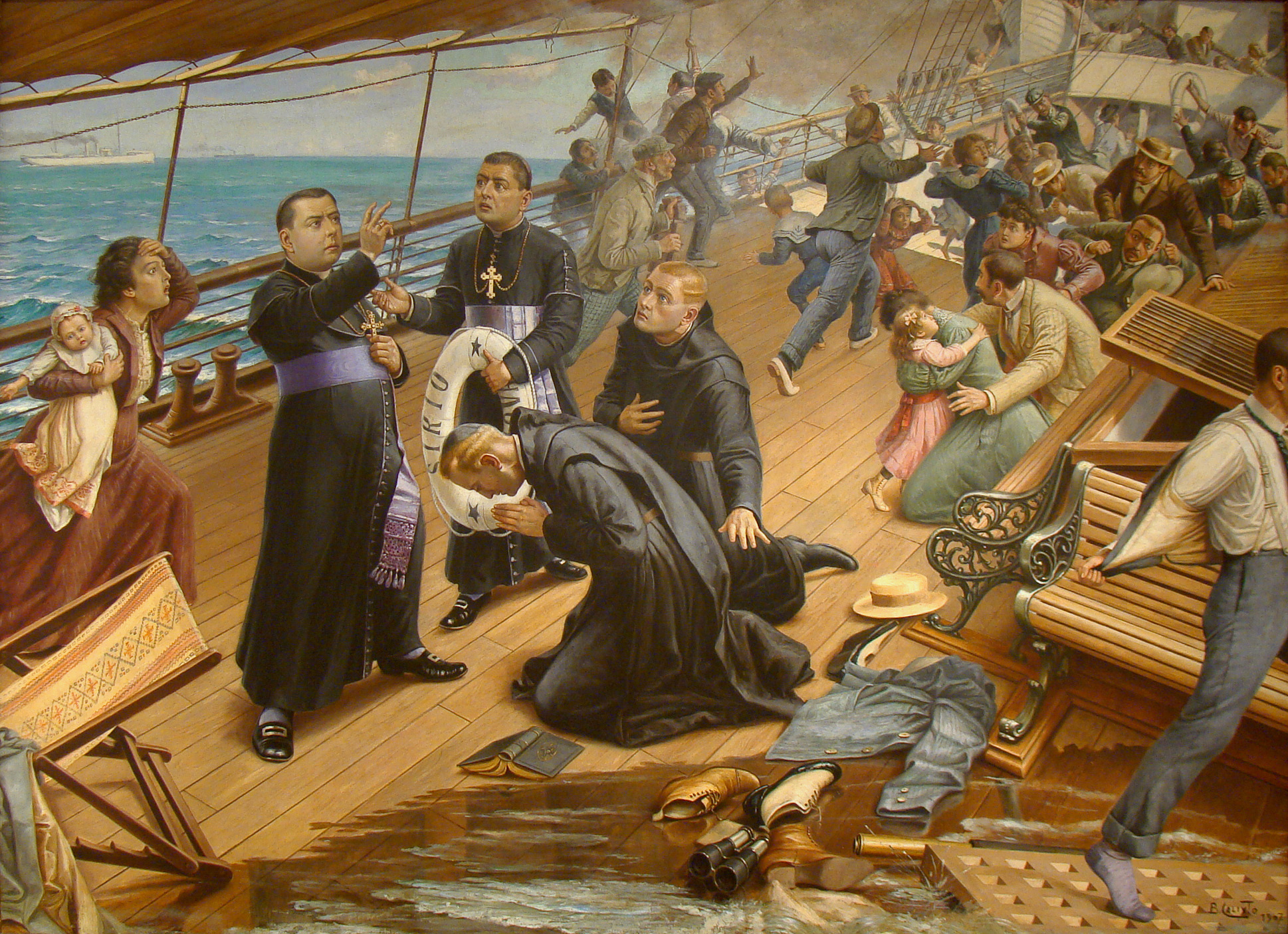
Le Naufrage du SS Sirio
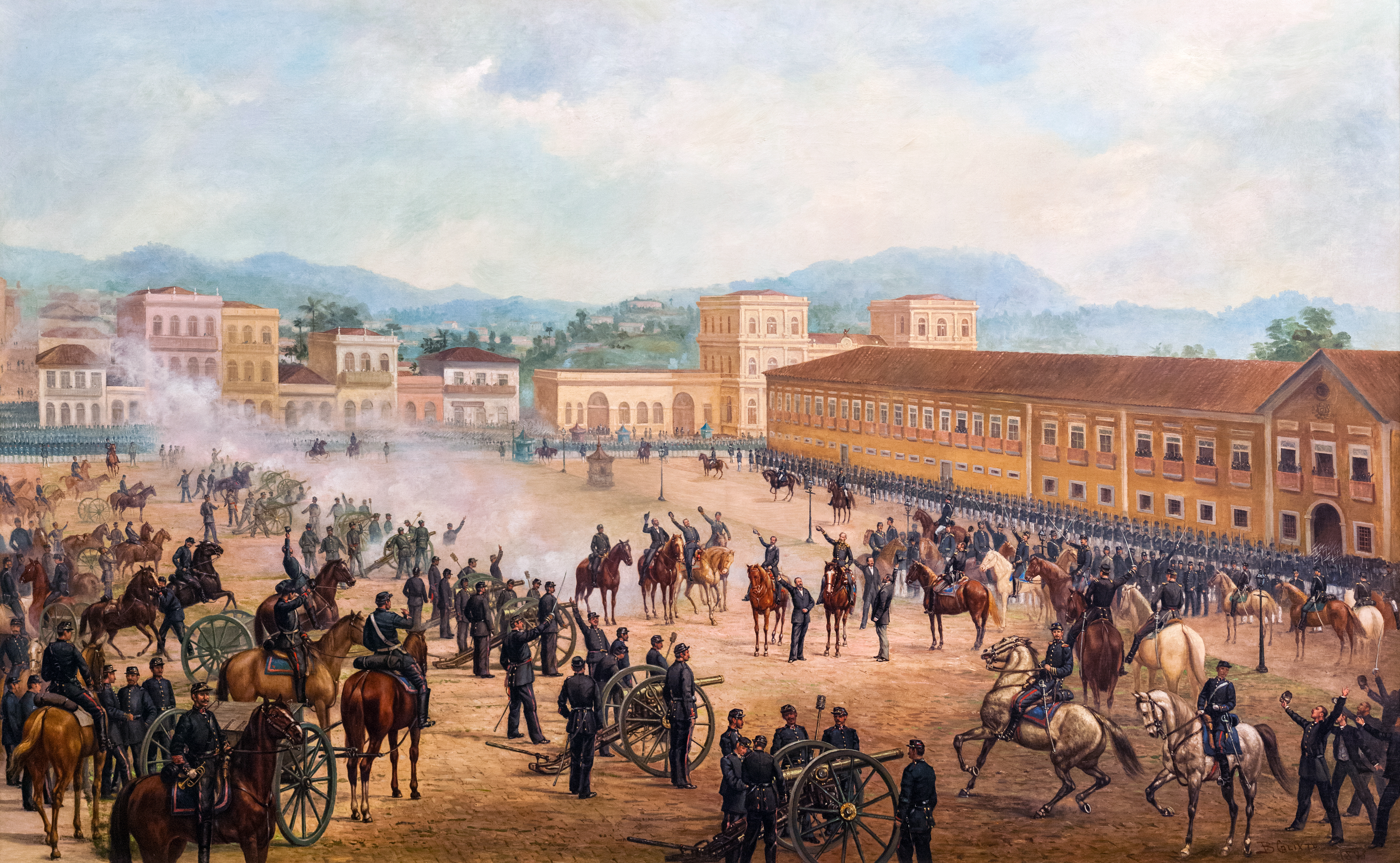
Proclamation de la République Brésilienne